# Championnat de Croatie de football 2020-2021
Navigation
Saison 2019-2020 Saison 2021-2022
La saison 2020-2021 de Prva Liga est la trentième édition de la première division croate. La saison régulière prend place du 14 août 2020 au 15 mai 2021.
Les dix meilleurs clubs du pays sont regroupés au sein d'une poule unique où ils s'affrontent à quatre reprises, deux fois à domicile et à l'extérieur, pour un total de 180 matchs. Le tenant du titre est le Dinamo Zagreb.
En fin de saison, le premier au classement est sacré champion de Croatie et se qualifie directement pour le premier tour de qualification de la Ligue des champions 2021-2022. Le vainqueur de la Coupe de Croatie 2020-2021 et les deuxième et troisième du championnat se qualifient pour le deuxième tour de qualification de la Ligue Europa Conférence 2021-2022. La place du vainqueur de la Coupe peut être réattribuée au troisième du championnat si celui-ci est déjà qualifié pour une compétition européenne par le biais du championnat, rendant la quatrième place également qualificative. Dans le même temps, le dernier du classement est directement relégué en deuxième division.
Le Dinamo Zagreb est sacré champion de Croatie pour la 22e fois de son histoire, assurant son titre à trois journées de la fin, à l'issue de la 33e journée.

## Participants
Un total de dix équipes participent au championnat, neuf d'entre elles étant déjà présentes la saison précédente, auxquelles s'ajoute le HNK Šibenik, promu de deuxième division qui remplace l'Inter Zaprešić, relégué lors de la dernière édition.
Parmi ces clubs, quatre d'entre eux n'ont jamais quitté le championnat depuis sa fondation en 1992 : le Dinamo Zagreb, l'Hajduk Split, le NK Osijek et l'HNK Rijeka. En dehors de ceux-là, le Slaven Belupo évolue continuellement dans l'élite depuis 1996 tandis que l'Istra 1961 et le Lokomotiva Zagreb sont présents depuis 2009.
Légende des couleurs
- Deuxième tour de qualification pour champions de la Ligue des champions 2020-2021
- Deuxième tour de qualification pour non-champions de la Ligue des champions 2020-2021
- Troisième tour de qualification de la Ligue Europa 2020-2021
- Deuxième tour de qualification de la Ligue Europa 2020-2021
- Promu de deuxième division

| Club              | Présent depuis | Classement 2019-2020 | Entraîneur         | Stade                  | Capacité théorique |
| ----------------- | -------------- | -------------------- | ------------------ | ---------------------- | ------------------ |
| Dinamo Zagreb     | 1992           | 1                    | Zoran Mamić        | Stade Maksimir         | 38 079             |
| Lokomotiva Zagreb | 2009           | 2                    | Goran Tomić        | Stade Kranjčević       | 8 850              |
| HNK Rijeka        | 1992           | 3                    | Simon Rožman       | Stade Rujevica         | 8 274              |
| NK Osijek         | 1992           | 4                    | Nenad Bjelica      | Stade Gradski vrt      | 22 050             |
| Hajduk Split      | 1992           | 5                    | Igor Tudor         | Stade de Poljud        | 34 448             |
| HNK Gorica        | 2018           | 6                    | Valdas Dambrauskas | Stade Radnik           | 5 000              |
| Slaven Belupo     | 1996           | 7                    | Tomislav Stipić    | Stade Gradski          | 3 134              |
| NK Varaždin       | 2019           | 8                    | Samir Toplak       | Stade Anđelko Herjavec | 10 800             |
| Istra 1961        | 2009           | 9                    | Ivan Prelec        | Stade Aldo Drosina     | 8 923              |
| HNK Šibenik       | 2020           | 1 (D2)               | Krunoslav Rendulić | Stade Šubićevac        | 3 412              |

1. 1 2 3 4  N'est ici prise en compte que la période depuis la fondation du championnat croate en 1992, indépendamment de l'éventuelle participation à l'ancien championnat yougoslave.

## Compétition

### Classement
Le classement est établi sur le barème de points classique (victoire à 3 points, match nul à 1, défaite à 0). Pour départager les égalités, on tient d'abord compte des points en confrontations directes, puis de la différence de buts en confrontations directes, puis de la différence de buts générale, puis du nombre de buts marqués et enfin du nombre de point de fair-play.